# Cer(III)-acetat
Cer(III)-acetat ist eine chemische Verbindung des Cers aus der Gruppe der Acetate, mit der Konstitutionsformel Ce(CH3COO)3, die aus wässriger Lösung als Sesquihydrat gewonnen wird.

## Eigenschaften
Cer(III)-acetat ist ein weißer Feststoff, der löslich in Wasser. ist. Das Sesquihydrat (Ce(CH3COO)3·1,5 H2O) verliert bei 115 °C sein Kristallwasser. Das Hydrat nimmt eine kettenförmige Kristallstruktur ein. Cer(III)-acetatkomplexe lumineszieren in wässriger Lösung.

## Verwendung
Cer(III)-acetat katalysiert mit Bromid-Ion die Flüssigphasen-Auto-Oxidation von Cresolen. Das Sesquihydrat dient als Cerquelle bei der Herstellung von Cer(IV)-oxid.